# Polystigmina pallescens
Polystigmina pallescens är en svampart som beskrevs av Petr. 1954. Polystigmina pallescens ingår i släktet Polystigmina och familjen Phyllachoraceae.   Inga underarter finns listade i Catalogue of Life.